# Lasius neoniger
Lasius neoniger (лат.) — вид муравьёв из подсемейства Formicinae (Formicidae), включающий мелких по размеру и как правило земляных муравьёв.

## Распространение
Северная Америка: Канада, Мексика, США.

## Описание
Рабочие имеют длину около 4 мм, самки крупнее, основная окраска коричневая (до чёрной у самцов). От близких видов отличается отстоящими волосками на скапусе усика и задних голенях, и в отличие от других более характерен открытых биотопов (поля, пустыши, и т.д., вплоть до песчаных дюн), чем для лесных. Гнездятся в земле, под камнями, в подстилочном слое. Этот всеядный вид, собирает живых и мёртвых насекомых, а также падь тлей.

## Классификация
Вид был впервые описан в 1893 году итальянским мирмекологом Карло Эмери (Carlo Emery; 1848—1925) под первоначальным названием Lasius niger var. neoniger Emery, 1893 по материалам из США. Затем в 1917 году Уильям Уилер впервые рассматривал его в качестве подвида Lasius niger, и только в 1945 году (Gregg E.V. 1945) ему придали статус отдельного вида.

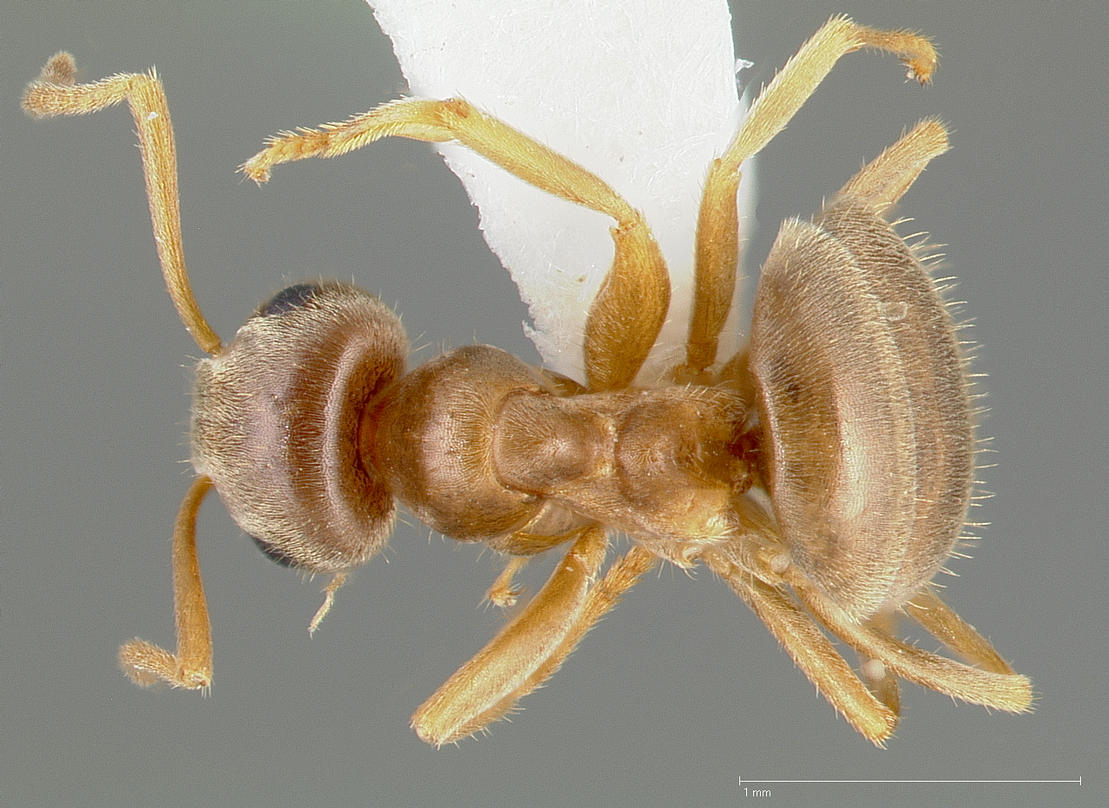
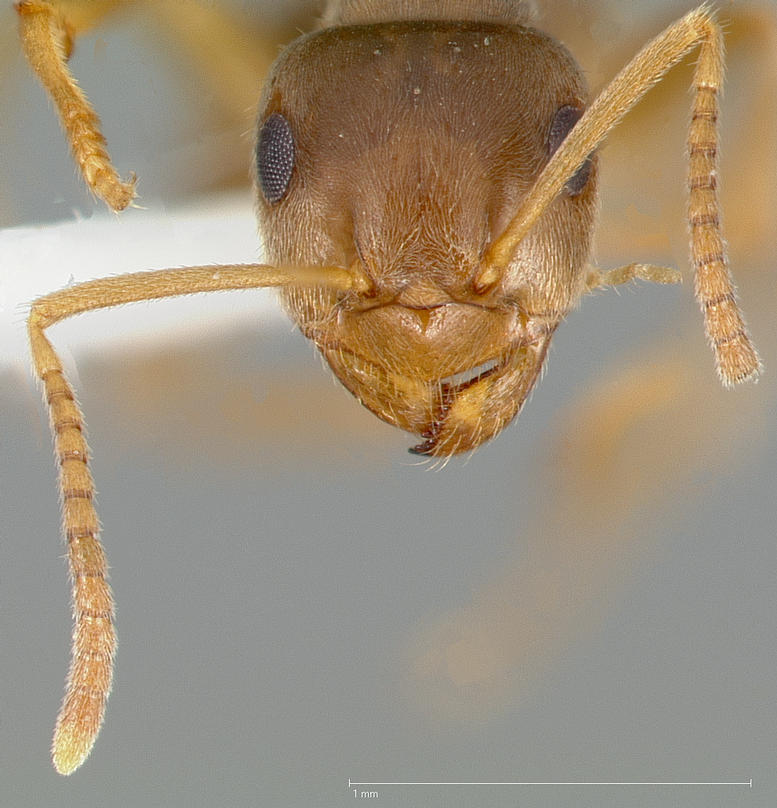
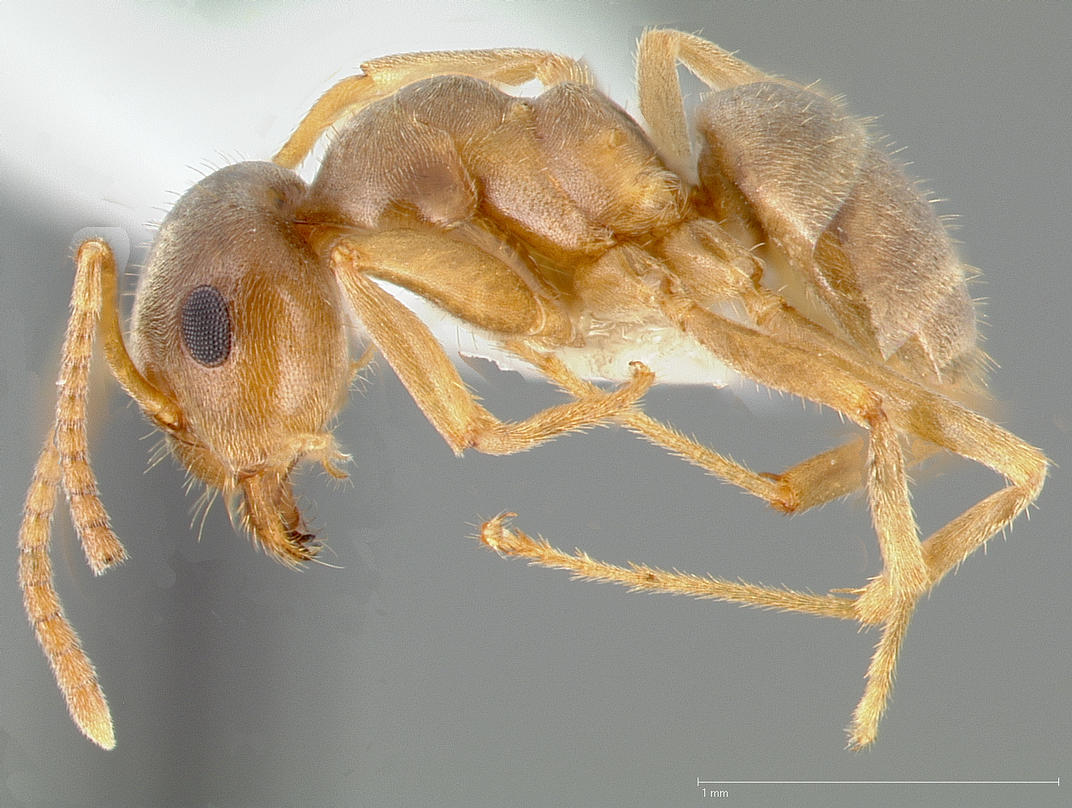
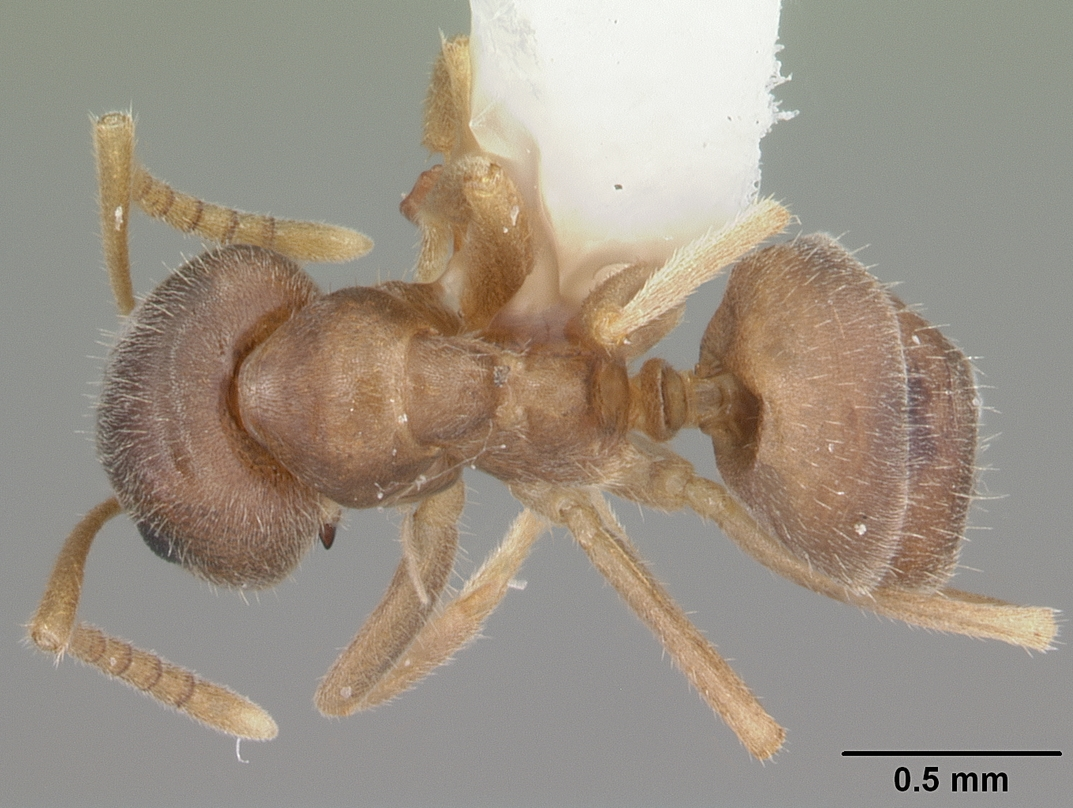
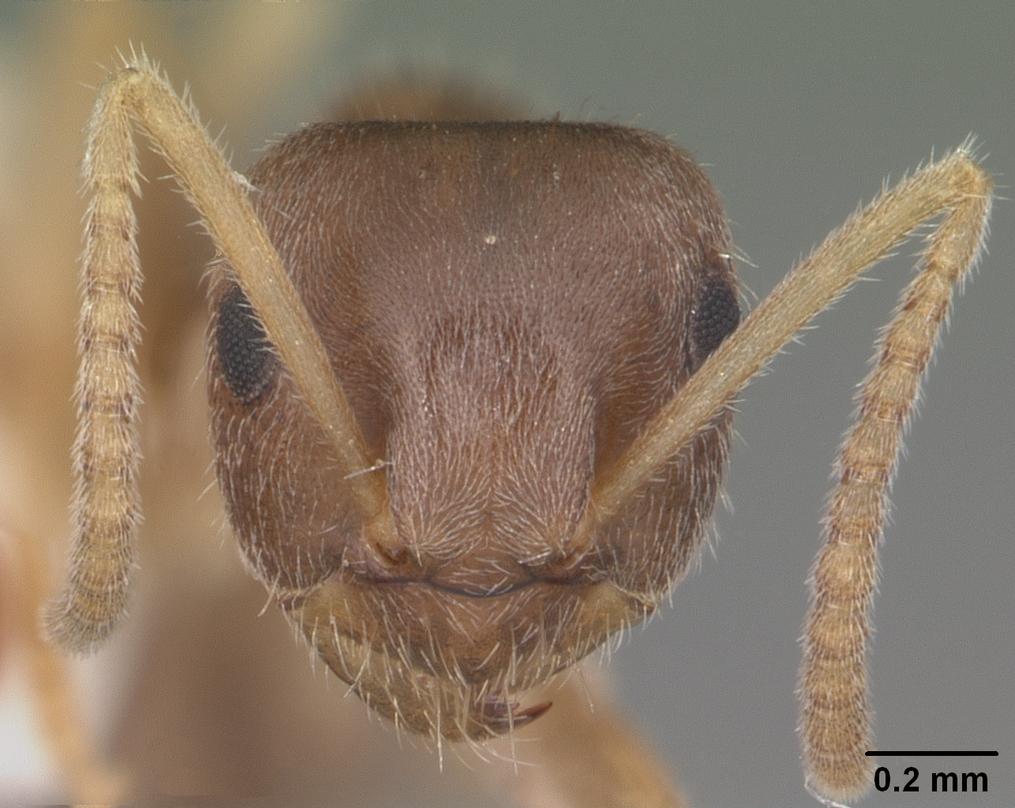